# Бовеццо
Бовеццо (італ. Bovezzo) — муніципалітет в Італії, у регіоні Ломбардія, провінція Брешія.
Бовеццо розташоване на відстані близько 450 км на північний захід від Рима, 85 км на схід від Мілана, 8 км на північ від Брешії.
Населення — 7485 осіб (2014).
Щорічний фестиваль відбувається 7 липня. Покровитель — S. Apollonio vescovo.

## Демографія
Населення за роками:

Станом на 1 січня 2023 року в муніципалітеті офіційно проживало 528 іноземців з 48 країн, серед них 98 громадян країн Євросоюзу та 34 громадяни України.

## Сусідні муніципалітети
- Брешія
- Кончезіо
- Наве